# Secuencia de Somos
En matemáticas, se conoce como secuencias de Somos a una secuencia de números definida por una determinada relación de recurrencia, descrita a con posterioridad.
Esta secuencia fue descubierta por el matemático estadounidense del departamento de Matemáticas y Estadística de la Universidad de Georgetown, el profesor Michael Somos . Por la forma de su recurrencia definitoria (que implica división), uno esperaría que los términos de la secuencia fueran fracciones, pero sin embargo muchas secuencias de Somos tienen como propiedad, que todos sus miembros son números enteros.

## Ecuaciones recurrentes
Para un número entero k mayor que 1, la secuencia Somos- k {\displaystyle (a_{0},a_{1},a_{2},\ldots )} está definida por la ecuación:
{\displaystyle a_{n}a_{n-k}=a_{n-1}a_{n-k+1}+a_{n-2}a_{n-k+2}+\cdots +a_{n-(k-1)/2}a_{n-(k+1)/2}}
cuando k es impar, o por la ecuación análoga:
{\displaystyle a_{n}a_{n-k}=a_{n-1}a_{n-k+1}+a_{n-2}a_{n-k+2}+\cdots +(a_{n-k/2})^{2}}
cuando k es par, junto con los valores iniciales:
a i = 1 para i < k .
Para k = 2 o 3, estas recurrencias son muy simples y definen la secuencia de todos unos (1, 1, 1, 1, 1, 1, ...). En el primer caso no trivial, k = 4, la ecuación definitoria es:
{\displaystyle a_{n}a_{n-4}=a_{n-1}a_{n-3}+a_{n-2}^{2}}
mientras para k = 5 la ecuación es:
{\displaystyle a_{n}a_{n-5}=a_{n-1}a_{n-4}+a_{n-2}a_{n-3}\,.}
Estas ecuaciones se pueden reorganizar en forma de relación de recurrencia, en la que el valor an en el lado izquierdo de la recurrencia se define mediante una fórmula en el lado derecho, dividiendo la fórmula por an − k . Para k = 4, esto produce la recurrencia
{\displaystyle a_{n}={\frac {a_{n-1}a_{n-3}+a_{n-2}^{2}}{a_{n-4}}}}
mientras para k = 5 da la recurrencia
{\displaystyle a_{n}={\frac {a_{n-1}a_{n-4}+a_{n-2}a_{n-3}}{a_{n-5}}}.}
Mientras que en la definición habitual de las secuencias de Somos, los valores dados para ai para i < k se encuentran establecidos en 1, y es de igual manera posible definir otras secuencias utilizando las mismas recurrencias con diferentes valores iniciales.

## Secuencia de Valores
Los valores en la secuencia Somos-4 son:
1, 1, 1, 1, 2, 3, 7, 23, 59, 314, 1529, 8209, 83313, 620297, 7869898, ... (sucesión A006720 en OEIS)     .
Los valores en la secuencia Somos-5 son:
1, 1, 1, 1, 1, 2, 3, 5, 11, 37, 83, 274, 1217, 6161, 22833, 165713, ... (sucesión A006721 en OEIS)     .
Los valores en la secuencia Somos-6 son:
1, 1, 1, 1, 1, 1, 3, 5, 9, 23, 75, 421, 1103, 5047, 41783, 281527, ... (sucesión A006722 en OEIS)     .
Los valores en la secuencia Somos-7 son:
1, 1, 1, 1, 1, 1, 1, 3, 5, 9, 17, 41, 137, 769, 1925, 7203, 34081, ... (sucesión A006723 en OEIS)     .
Los primeros 17 valores de la secuencia Somos-8 son:
1, 1, 1, 1, 1, 1, 1, 1, 4, 7, 13, 25, 61, 187, 775, 5827, 14815 [el siguiente valor es fraccionario]

## Integridad
La forma de las recurrencias que describen las secuencias de Somos implica divisiones, lo que hace que parezca probable que las secuencias definidas por estas recurrencias contengan valores fraccionarios. Sin embargo, para k ≤ 7 las secuencias de Somos contienen sólo valores enteros.    Varios matemáticos han estudiado el problema de probar y explicar esta propiedad entera de las secuencias de Somos; está estrechamente relacionado con la combinatoria de las Álgebras de grupos o cluster algebras.    
Para k ≥ 8 las secuencias definidas de manera análoga eventualmente contienen valores fraccionarios. Para Somos-8 el primer valor fraccionario es el término 18 con valor 420514/7.
Para k < 7, cambiar los valores iniciales (usando la misma relación de recurrencia) también puede dar como resultado ciertos valores fraccionarios.